# (7967) Beny
(7967) Beny (1996 DV2) – planetoida z grupy pasa głównego asteroid okrążająca Słońce w ciągu 3,26 lat w średniej odległości 2,2 j.a. Odkryta 28 lutego 1996 roku.